# Aleksandra Sochová
Aleksandra Anna Sochová (* 30. března 1982 Pabianice, Polsko) je polská sportovní šermířka, která se specializuje na šerm šavlí. Polsko reprezentuje od prvního desetiletí jednadvacátého století. Na olympijských hrách startovala v roce 2004, 2008, 2012, 2016 v soutěži jednotlivkyň a družstev. V roce 2003 obsadila třetí místo na mistrovství světa v soutěži jednotlivkyň a v roce 2004 titul mistryně Evropy. S polským družstvem šavlistek vybojovala v roce 2008 titul mistryň Evropy.